# Яченка (река)
Яченка — река в России, протекает по Калужской области. Левый приток Оки.

## География
Река Яченка берёт начало в лесах у деревни Николаевка Малоярославецкого района. Течёт на юг по территории городского округа Калуга. Впадает в Оку на 1112 км от её устья. Длина реки составляет 31 км, площадь водосборного бассейна — 238 км². Рядом с устьем на реке имеется Яченское водохранилище. Притоки Яченки: Терепец, Каменка, Жерелка.

## Данные водного реестра
По данным государственного водного реестра России относится к Окскому бассейновому округу, водохозяйственный участок реки — Ока от города Белёв до города Калуга, без рек Упа и Угра, речной подбассейн реки — бассейны притоков Оки до впадения Мокши. Речной бассейн реки — Ока.
Код объекта в государственном водном реестре — 09010100512110000021657.